# Deividas Sirvydis
Deividas Sirvydis (Vilnius, 10 de junho de 2000) é um jogador lituano de basquete do Detroit Pistons da National Basketball Association (NBA).
Sirvydis foi selecionado pelo Dallas Mavericks como a 37º escolha geral no Draft da NBA de 2019 e foi negociado com os Pistons.

## Juventude e carreira juvenil
Sirvydis passou sua infância em vários países europeus por causa da carreira profissional de basquete de seu pai. Ele viveu por três anos na Rússia, dois anos na Alemanha, um ano na República Tcheca e um ano no Chipre. Sirvydis costumava praticar basquete depois dos jogos de seu pai, mas não começou a jogar seriamente até os sete anos de idade.
Em maio de 2018, Sirvydis venceu o Torneio Adidas Next Generation com o Lietuvos rytas Sub-18 e foi eleito o MVP após registrar 18 pontos, 6 rebotes e 3 assistências no jogo do título contra a equipe sub-18 do Stella Azzurra Roma.

## Carreira profissional

### Europa (2017–2020)
Sirvydis fez sua estreia na Liga Lituana de Basquete (LKL) com o Lietuvos rytas em 29 de maio de 2017, aos 16 anos, e ultrapassou Jonas Valančiūnas como o jogador mais jovem da história do clube a jogar na liga. Em 5 de dezembro, ele se tornou o jogador mais jovem do Lietuvos rytas a participar de um jogo da EuroCup, ultrapassando Valančiūnas novamente. Na temporada de 2019-20, Sirvydis teve médias de 6,6 pontos e 2,8 rebotes na EuroCup. Ele teve média de 5,7 pontos e 2,5 rebotes na LKL.
Em 23 de maio de 2020, Sirvydis assinou um contrato de longo prazo com o Hapoel Jerusalem da Premier League israelense. Ele deixou a equipe em 16 de novembro para se juntar ao Detroit Pistons.

### NBA (2020–Presente)
No Draft da NBA de 2019, Sirvydis foi selecionado pelo Dallas Mavericks como a 37º escolha geral, mas foi imediatamente negociado com o Detroit Pistons em troca de Isaiah Roby e duas futuras escolhas de segunda rodada. Ele representou os Pistons no Summer League de 2019.
Em 1 de dezembro de 2020, Sirvydis assinou um contrato de três anos com o Detroit Pistons.

## Vida pessoal
Sirvydis é filho de Virginijus Sirvydis, um ex-jogador de basquete profissional que jogou em muitos países europeus, vencendo o título da North European Basketball League em 2001 com o clube russo Ural Great Perm. Em 2012, Virginijus começou a sua carreira de treinador como treinador-adjunto do clube da LKL, Sakalai Vilnius.